# Ononis speciosa
Ononis speciosa är en ärtväxtart som beskrevs av Mariano Lagasca y Segura. Ononis speciosa ingår i släktet puktörnen, och familjen ärtväxter. Inga underarter finns listade i Catalogue of Life.